# 飛向白日青天 (紀錄片)
《飛向白日青天》（英語：Flying to Freedom）是1977年攝製的一部台灣彩色歷史紀實片，由國防部中國電影製片廠出品，紀錄了范園焱義士駕機起義來歸台灣之事蹟。本片榮獲第15屆金馬獎最佳新聞價值特別獎。1978年3月4日，電影經過翻譯後配音製作成8種語言版本，分送海外34個國家及地區放映，並獲得好評。

## 內容
1977年7月7日下午2時12分，中共解放空軍隊長范園焱駕駛編號3171的米格-19戰鬥機，自福建晉江起飛投奔中華民國，於臺南空軍基地降落。范園焱從戰爭機出來後被眾人抬起迎接。
7月8日，范在臺北三軍軍官俱樂部舉行「范園焱義士記者會」，超過200個中外記者到場綵訪。范園焱發言指大陸8億人口過著非常淒慘的生活，尤其農民沒得吃沒得穿，引致很多農民起來反抗；稱雖然在座很多外國記者到訪過大陸，但卻不可能看到真相，因為中國共產黨非常擅長欺騙。范泛淚指控中共政府聲稱要建立一個民主政府，人民可擁有言論自由、集會自由，又鼓勵大鳴大放，但最終這些人卻遭到逮捕，抓起來打成右派。范在記者的提問下發表了投奔自由的動機為「臺灣是四大自由，三大保證，不打、不鬥、既往不咎」。
鏡頭紀錄下另一場景，中華民國國防部部長高魁元握手迎接范園焱；中華救助總會理事長谷正綱對范冒著生命危險追尋自由與人權之舉表示欽佩。范園焱表示，中國共產黨只能限制人民的行動和言論，但不能阻止人民對自由的追求。
范園焱到日月潭參觀，沿途遊人與其握手及要求合照。
7月15日，范園焱在國軍文藝活動中心出席「反共義士范園焱脫離中國共產黨宣誓授階頒獎典禮」，於中華民國國父孫中山遺像前，宣誓永遠脫離中國共產黨、永遠堅決反對中國共產黨，由中華民國參謀總長宋長志監誓。宋長志授予其中華民國空軍中校的官階，頒贈黃金4,000兩。
紀錄片對其他反共義士作出片段回顧，包括1961年投奔中華民國的邵希彥與高佑宗、1962年的劉承司及1965年的李顯斌。
7月20日，范園焱受邀參觀臺北市議會，議長林挺生贈送鐫有「衝出鐵幕 壯志凌雲 投奔自由 反共必勝」的紀念銀盾。范其後到學校進行演講。
7月29日下午3時，中華民國總統嚴家淦接見范園焱，對其投奔表示歡迎。
臺北市四川同鄉會為來自四川的范園焱舉辦「台北市川康渝同鄉會歡迎范義士園焱同鄉茶會」，范於台上分享稱家鄉四川本來是富裕城市，但現時已面目全非，共產黨鬥走了所有富人。茶會上張大千送上其參照中華民國國旗而揮筆寫下之「飛向白日青天」予范園焱。
范園焱至慈湖謁陵在先總統蔣中正的遺像前獻花，躹躬致敬。

## 電影歌曲
| 歌名           | 作曲   | 填詞 |
| 〈向自由飛翔〉 | 駱明道 | 孫儀 |

## 獎項
| 年份 | 頒獎典禮     | 獎項               | 名字           | 結果 |
| ---- | ------------ | ------------------ | -------------- | ---- |
| 1978 | 第15届金馬獎 | 優等紀錄片         | 中國電影製片廠 | 提名 |
| 1978 | 第15届金馬獎 | 最佳新聞價值特別獎 | 中國電影製片廠 | 獲獎 |